# 格蘭-湯普遜稜鏡

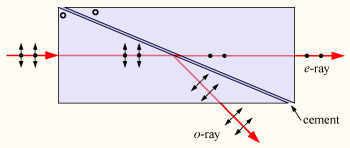
格蘭-湯普遜稜鏡使得尋常光被偏轉，非常光被透射。稜鏡的兩個部份是用膠合劑黏合製成。光軸垂直於繪圖平面。向右下方指去的紅色射線離開稜鏡時會被折射，本繪圖並未繪製出這狀況。

格蘭-湯普遜稜鏡（Glan–Thompson prism）是一種偏光稜鏡，類似尼柯耳稜鏡（Nicol prism）與格蘭-傅科稜鏡（Glan- Foucault prism），是由兩塊直角方解石晶體膠合製成。
如右圖所示，光束入射於格蘭-湯普遜稜鏡的平面與對應平行的平面稱為「通光面」，方解石晶體的光軸垂直於反射平面（稱為「光軸面」），兩塊直角稜鏡之間是「膠合劑界面」。在第一塊方解石，雙折射會將入射光束分開為兩束，各自感受不同的折射率沿著同樣路徑傳播。在膠合劑界面，尋常光（o光）會被全反射，只剩下非常光（e光）被透射，因此，格蘭-湯普遜稜鏡可以用為偏光分束器。傳統的膠合劑原料是加拿大樹膠（Canada balsam），但現今已廣泛被合成聚合物取代。
與格蘭-傅科稜鏡（膠合劑被替換為空氣）相比較，格蘭-湯普遜稜鏡的接收角（acceptance angle，入射光束與通光面的法線之間的夾角）較寬，但是幅照度的上限比格蘭-傅科稜鏡低很多，對於連續波，約為1W/cm2，格蘭-傅科稜鏡約為100W/cm2，這是因為膠合劑的抗光損傷能力限制。:343-344

## 參閱
- 尼柯耳稜鏡（Nicol prism）
- 沃拉斯頓稜鏡Wollaston prism
- 洛匈稜鏡（Rochon prism）
- 格蘭-傅科稜鏡（Glan-Foucault prism）
- 格蘭-泰勒稜鏡（Glan-Taylor prism）